# Trockenheit

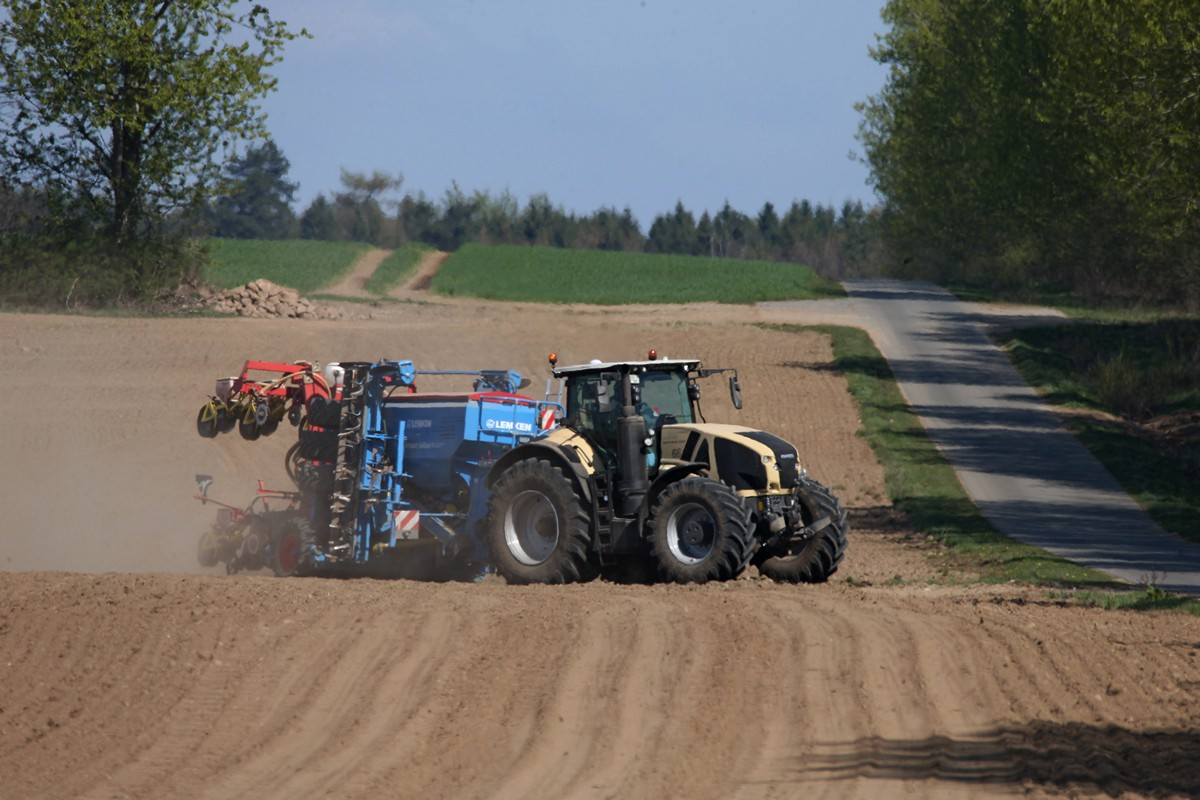
Acker in Mecklenburg (April 2019)

Als Trockenheit wird die Abwesenheit von Flüssigkeit oder Feuchtigkeit in Boden, Luft und Materie bezeichnet. Gegensatz ist die Feuchtigkeit.

## Etymologie
Das deutsche Adjektiv trocken (mhd. trucken, ahd. truckan) ist im germanischen Sprachbereich verwandt mit dem anders gebildeten niederländisch droog und mit englisch dry. Weitere außergermanische Entsprechungen dieser Sippe sind unsicher.

## Allgemeines
Beim Boden wird die Trockenheit durch die Bodenfeuchte, in der Luft durch die Luftfeuchtigkeit gemessen. Materie in nicht-flüssigem Aggregatzustand kann die Eigenschaft haben, Wasser, Wasserdampf oder andere Flüssigkeiten von außen zu absorbieren (in sich aufzunehmen) oder als kondensierte Materie abprallen zu lassen.

## Sachgebiete
Meteorologie
In der Trocken- und Übergangszeit der Tropen und Subtropen breitet sich eine hohe Trockenheit aus, die sich auf Landschaft und Vegetation auswirkt. Mit wachsendem Niederschlag nimmt die Humidität in einer Region zu und mit steigender Temperatur ab, weil die Verdunstung zunimmt. Gemessen werden kann die Trockenheit durch ein Hygrometer.
Klimatologie
Durch anhaltende Trockenheit und ausfallende Regenzeiten beziehungsweise hohe Verdunstungsraten (Evapotranspiration) kann sich zunehmende Dürre einstellen, die Halbwüsten und letztlich Wüsten entstehen oder sich verbreiten lässt (Desertifikation). Dürre ist die „verlängerte Absenz von oder ein markanter Mangel von Niederschlägen…“ Typisch für seine Trockenheit ist arides Klima.
Medizin
Lufttrockenheit kann allgemein zur Dehydratation des Körpers führen. Das Sjögren-Syndrom ist speziell die Trockenheit von Augen, Mund oder anderer Schleimhäute.
Im Alter wird die normale Hautregulierung eingeschränkt, es kommt zur Faltenbildung, die durch Trockenheit verstärkt wird. Die Feuchtigkeits- und Fettregulierung der Haut ist beeinträchtigt.
Material
Um die Trockenheit von Material zu erreichen oder wiederherzustellen, gibt es Verfahren der Trocknung etwa durch Lufttrocknung oder Trocknungsmittel.

## Sonstiges
In der Technik bezeichnet man ein Getriebe, in dem das Schmieröl fehlt, als trocken. Pulver werden in trockenem Zustand gemischt (Dry-Blend).